# Gabara discostriata
Gabara discostriata là một loài bướm đêm trong họ Erebidae.